# Miss Europe 1966

Das Palais de la Mediterranée in Nizza, Ort der Veranstaltung

Der Wettbewerb um die Miss Europe 1966 war der achtzehnte, den die Mondial Events Organisation (MEO) durchführte. Sie war von den Franzosen Roger Zeiler und Claude Berr ins Leben gerufen worden, hatte ihren Sitz in Paris und organisierte den Wettbewerb bis 2002.
Die Kandidatinnen waren in ihren Herkunftsländern von nationalen Organisationskomitees ausgewählt worden, die mit der MEO Lizenzverträge abgeschlossen hatten.
Die Veranstaltung fand am 30. Mai 1966 im Palais de la Mediterranée im südfranzösischen Nizza statt. Es gab, wie im Vorjahr, 18 Bewerberinnen.
| Land                          | Schreibweise bei Pageantopolis | Schreibweise in der Heimatsprache | Teilnahme an weiteren Wettbewerben                                                             |
| ----------------------------- | ------------------------------ | --------------------------------- | ---------------------------------------------------------------------------------------------- |
| Platzierungen                 |                                |                                   |                                                                                                |
| 1. Frankreich                 | Maria Dornier                  | Maria Dornier                     |                                                                                                |
| 2. (unentschieden) Österreich | Eva Rieck                      |                                   |                                                                                                |
| 2. (unentschieden) Schweiz    | Hedy Frick                     |                                   | Miss Universe 1966                                                                             |
| 3. Spanien                    | Rafaela Roque Sánchez          |                                   | Miss International 1965: Semifinale                                                            |
| 4. Finnland                   | Satu Charlotta Östring         | Satu Charlotta Östring            | Miss Universe 1966: Platz 2, Miss Scandinavia 1967: Siegerin, Miss International 1969: Platz 2 |
| 5. BR Deutschland             | Tove-Regina Neitzel            | Tove-Regina Neitzel               |                                                                                                |
| Weitere Teilnehmerinnen       |                                |                                   |                                                                                                |
| Belgien                       | Mireille De Man                | Mireille De Man                   | Miss Universe 1966, Miss World 1966                                                            |
| Dänemark                      | Gitte Fleinert                 | Gitte Fleinert                    | Miss Universe 1966: Semifinale                                                                 |
| England                       | Janice Carol Whiteman          |                                   | Miss Universe 1966: Semifinale                                                                 |
| Griechenland                  | Stivi Vikardzi                 | Στίβι Βικάρτζη (Stivi Vikartzi)   |                                                                                                |
| Holland                       | Margo Isabelle Domen           | Margo Domen                       | Miss Universe 1966: Semifinale                                                                 |
| Irland                        | Gladys Anne Waller             | Gladys Anne Waller                | Miss World 1965: Platz 3                                                                       |
| Island                        | Rosa Einarsdóttir              | Rósa Einarsdóttir                 | Miss World 1964, Miss International 1965                                                       |
| Italien                       | Alba Rigazzi                   | Alba Rigazzi                      |                                                                                                |
| Luxemburg                     | Gigi Antinori                  | Gigi Antinori                     | Miss Universe 1966                                                                             |
| Norwegen                      | Siri Gro Nilsen                |                                   | Miss Universe 1966: Semifinale, Miss Scandinavia 1967: Platz 2                                 |
| Schweden                      | Gun-Inger Anna Andersson       |                                   | Miss World 1966                                                                                |
| Türkei                        | Hülya Asan                     | Hülya Aşan                        |                                                                                                |